# Jacques Doniol-Valcroze
Jacques Doniol-Valcroze ( París, 15 de marzo de 1920-Cannes, 6 de octubre de 1989) fue un actor, guionista, director y crítico de cine francés. En 1964, fue miembro del jurado en el Festival Internacional de Cine en Berlín número 14.
Fue el cofundador de Cahiers du cinéma y defendió a Alain Robbe-Grillet. Además era amigo de François Truffaut, quien filmó el corto de ocho minutos Une Visite (1955) en su casa y con su hija, Florence Doniol-Valcroze, actuando como bebé. Estuvo casado con la actriz Françoise Brion.

## Premios y distinciones
Festival Internacional de Cine de San Sebastián
| Año  | Categoría                            | Película                      | Resultado |
| ---- | ------------------------------------ | ----------------------------- | --------- |
| 1962 | Concha de Plata a la mejor dirección | La delación (La Dénonciation) | Ganador   |